# Gustaf von Paykull
Gustav von Paykull (21. srpna 1757 Stockholm – 28. ledna 1826) byl švédský šlechtic, ornitolog a entomolog.
Byl členem Švédské královské akademie a zakladatelem přírodovědeckého muzea (Naturhistoriska Riksmuseet) ve Stockholmu.
Jeho nejznámějšími publikacemi jsou:
- Monographia Histeroidum. Upsaliae: Palmblad iv 114 pp. (1811).
- Fauna Suecica. Insecta, Coleoptera. Upsala: Edman 3 volumes (3 díly, 1798, 1799, 1800)

Paykullova sbírka je ve švédském přírodovědném muzeu ().